# آرکتامین
آرکتامین (به انگلیسی: Arketamine) یک انانتیومر داروی کتامین است.